# Metharme
Metharme, monotipski rod južnoameričkog bilja iz porodice dvoliskovica, dio potporodice Larreoideae. Jedina vrsta je M. lanata, trajnica iz sjevernog Čilea (Tarapaca). Raste po pustinjama

## Vanjske poveznice
- Metharme lanata Phil. ex Engl.